# Psychologie du travail et des organisations
Pour les articles homonymes, voir Psychologie (homonymie).
Vous pouvez aider à l'améliorer ou bien discuter des problèmes sur sa page de discussion.
- Certaines informations devraient être mieux reliées aux sources mentionnées dans la bibliographie ou les liens externes. Améliorez sa vérifiabilité en les associant par des références. (Marqué depuis novembre 2015)

La psychologie du travail et des organisations (autrefois dite psychologie industrielle) est une branche de la psychologie qui s'intéresse aux phénomènes psychiques et aux comportements des individus au travail. Plus concrètement, la psychologie du travail se préoccupe de questions telles que la santé et le bien-être au travail, l'accompagnement professionnel des salariés ainsi que les nouvelles formes de travail et nouveaux modèles d'activité apparus à la suite d'évolutions sociétales récentes.
La psychologie du travail et des organisations, par son objet d'étude très large et de nature interdisciplinaire, puise également parmi les connaissances développées par d'autres disciplines comme la psychologie sociale, la psychologie du conseil et de l'orientation, la sociologie des organisations, la psychologie existentielle, l'ergonomie, la psychologie de la santé, les sciences de gestion, la psychologie clinique et pathologique, l'approche systémique, la médecine du travail, le droit du travail et l'économie du travail.

## Histoire
L'histoire de la psychologie du travail peut être divisée en plusieurs grandes périodes : de 1910 jusqu'à la fin de la Seconde Guerre mondiale, de 1950 aux années 1970 et depuis la fin des années 1970 à nos jours,. Il faut bien sûr noter une certaine subjectivité dans ces choix de découpages historiques, qui varient quelque peu selon les auteurs français et diffèrent naturellement selon les pays. Certains auteurs, tels que Yves Clot dans Les Histoires de la psychologie du travail, privilégient même une approche non-chronologique, considérant que la diversité de la discipline est mieux retranscrite à travers la description de multiples histoires parallèles.

### 1910—1945

#### Débuts de la psychologie industrielle

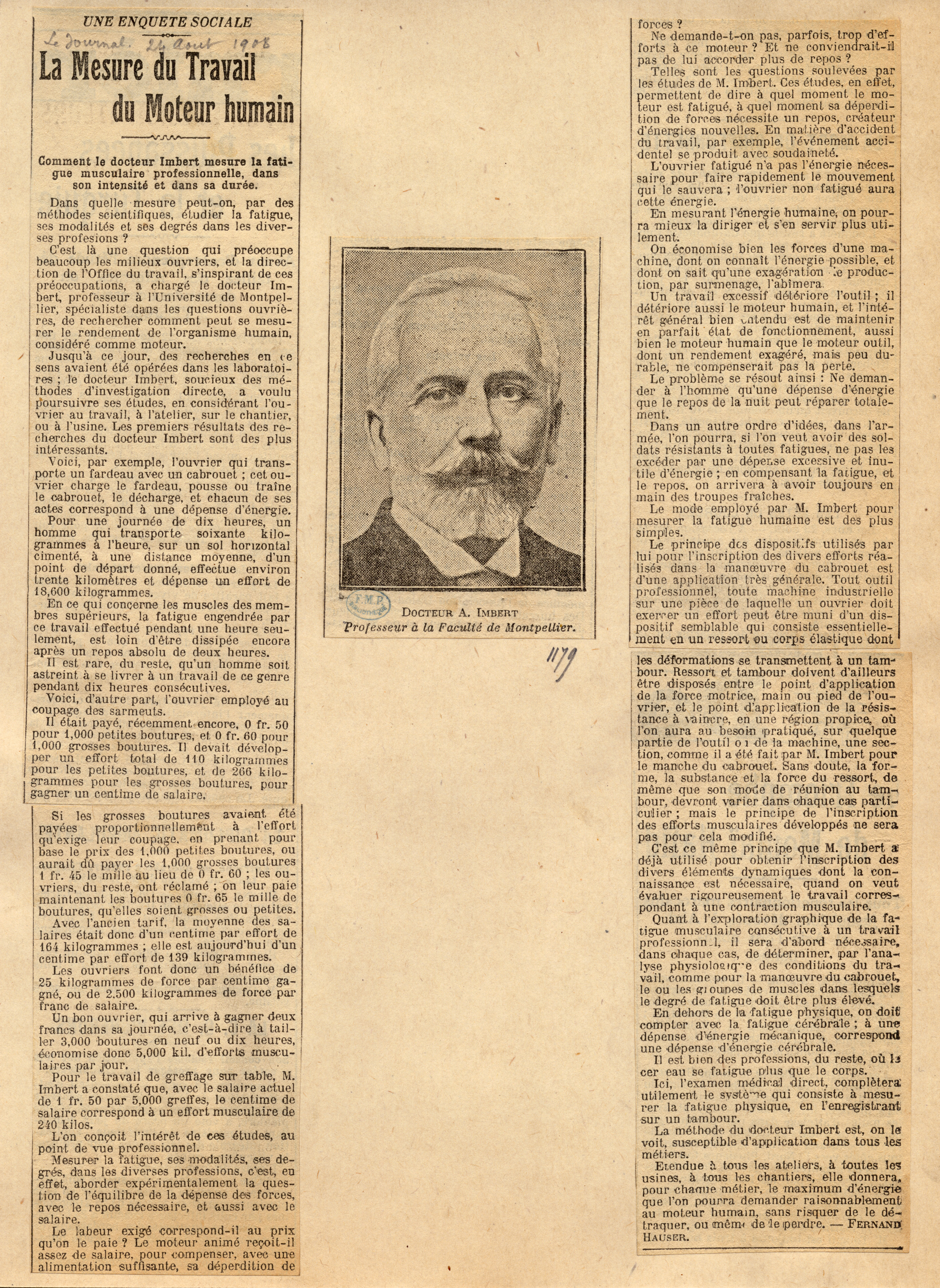
Article de 1908 dédié aux travaux sur la fatigue d'Armand Imbert.

Les origines de la psychologie du travail remontent au tout début de la psychologie en tant que science quand Wilhelm Wundt a fondé un des premiers laboratoires de psychologie en 1879 à Leipzig, en Allemagne. Au milieu des années 1880, Wundt a formé deux psychologues, Hugo Münsterberg et James McKeen Cattell, qui ont chacun exercé une influence majeure sur l’émergence de la discipline. Sont également notables les travaux de Walter Dill Scott et Walter Vandyke Bingham. Münsterberg, en particulier, est considéré comme le fondateur de la psychologie expérimentale appliquée au monde industriel. Il publie Psychology and Industrial Efficiency en 1913. Quelques années plus tard, en 1917, est créée l'association internationale de psychologie appliquée (IAAP) dont la première division est celle de la psychologie industrielle. Aux États-Unis, la psychologie du travail et des organisations est d'ailleurs appelée Psychologie industrielle et organisationnelle encore aujourd'hui.
À la fin du XIXe siècle, un nouveau projet émerge en France, les sciences du travail. Bien que le nom n'est pas sans rappeler l'Organisation Scientifique du Travail plébiscité par Frederick Taylor, ce projet voit le jour indépendamment de celui-ci, ses écrits n'étant diffusés en France qu'à partir de 1913. Il s'agit d'un projet éminemment social dont le but est de faire reculer, grâce à la science, les différentes formes de pathologies sociales que produit déjà le libéralisme (accidents, maladies, etc.) au travail. Mais aussi de pouvoir régler des conflits entre patrons et ouvriers par arbitrage scientifique. L'expression de sciences du travail recouvre une variété de disciplines appelées de nos jours ergonomie, psychologie du travail et physiologie du travail.
Les figures notables de ce mouvement sont notamment Armand Imbert (1850-1922), Jean-Maurice Lahy (1872 -1943) et Jules Amar (1879-1935). Tous trois ont réalisés des études sur terrain de 1910 à 1914 à la demande du Ministère du Travail.
L'objectif des sciences du travail est l'optimisation de chaque force productive en s'inspirant de la thermodynamique, en tenant compte des lois de régénération et d'équilibre (âge, aptitudes, etc.) et non le rendement maximum à court terme (maximisation) sous le seul angle de la force physique de l'ouvrier aux États-Unis. Alors que le taylorisme est plus proche d’une idéologie eugéniste et darwiniste (qui ne tend qu’à retenir les meilleurs travailleurs), la science psychophysiologique française revêt davantage le caractère d’un hygiénisme, en s’adaptant aux forces et faiblesses préexistantes au sein de la main d’œuvre disponible. Cette différence s'explique notamment par un déclin démographique de la France, qui se retrouve avec une main d'œuvre plus âgée qui nécessite des ajustements afin de pouvoir continuer à être efficace, alors même que les États-Unis font face à de flux importants d'immigration.
D'ailleurs, les psychophysiologues français ne furent pas convaincu par l'approche et la méthodologie de Taylor, qui leur semblait-il servait davantage les intérêts des patrons que ceux des ouvriers. Certains émirent même des critiques frontales tel que Lahy « il ne fait intervenir à aucun moment les données de la psychologie expérimentale qui, selon nous, est appelée à jouer l’un des premiers rôles dans la résolution du problème ». C'est également Lahy qui est à l'origine de la création en 1924 du premier laboratoire français de psychotechnique, à la Société des transports en commun de la région parisienne (STCRP), qui a pour but la sélection « rationnelle » des travailleurs. Il s'agit de faire privilégier la science plutôt que l'arbitraire patronal. Pourtant, la popularité croissante de la doctrine taylorienne à partir des années 1920 couplé avec les difficultés théoriques que rencontre les sciences du travail (l'incapacité à mesurer la fatigue de manière satisfaisante) débouche dans l'abandon du paradigme. Pendant l'entre-deux-guerres, la psychotechnique est ce qui permettra de maintenir le flambeau de la science du travail en France. Cependant, après la seconde guerre mondiale, la science psychophysiologique du travail réapparaît sous le nom d'ergonomie,.

#### Entre-deux-guerres

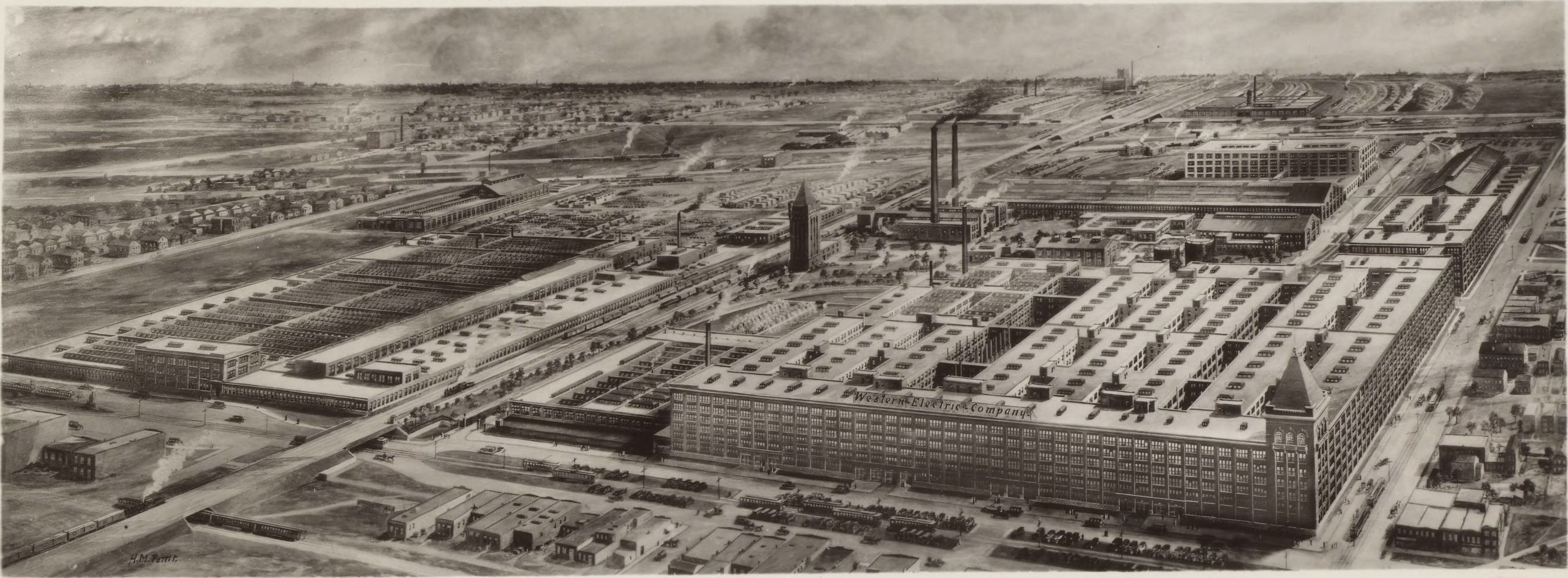

L'étude à l'origine de l'école des relations humaines est celle conduite par le psycho-sociologue australien Elton Mayo à l'Usine Western Electric de Cicero. L’étude menée entre 1924 et 1932, que Mayo rejoint en 1927, avait pour but d’étudier les variables influençant la productivité des employés, en manipulant notamment les conditions de travail telles que la luminosité et la fréquence de pauses sur un groupe étudié. Mais peu importe le changement des conditions de travail (en mieux ou en pire) la productivité du groupe étudié était plus élevé comparé au reste des employés. À la suite d'entretiens conduits auprès de certains des employés, Mayo conclut que l'augmentation de la productivité et de la satisfaction au travail est due à l'attention accrue que ceux-ci ont reçus et non pas seulement aux conditions de travail. Les entretiens qu'il conduisait n'était pas de simples sondages d'attitudes mais des explorations psychologiques poussées, avec une approche inspirée par celle que Piaget avait durant ses entretiens avec des enfants. Ce protocole d'entretien qu'il menait auprès de ses employés avait un tel impact positif sur la productivité qu'il fut ensuite enseigné à des superviseurs de travail et utilisé dans l'ensemble de l'usine. Mayo a estimé que cela a permis d'augmenter la productivité de l'usine de 30 à 40 %. À la fin des années 30, le protocole d'entretien Western Electric a fait des émules dans plusieurs autres industries et organisations. L’école des relations humaines place l’humain, les rapports entre le patronat et les ouvriers ainsi que les dynamiques de groupe au centre de l’analyse du travail, ce qui va fortement à l’encontre du taylorisme, conception toujours dominante de l’époque.
Dans les années 1940, à la suite des travaux d’Abraham Maslow (1943) du pyramide des besoins (un modèle hiérarchique des cinq types de besoins) émerge le néo courant des relations humains. Celui-ci s’intéresse tout particulièrement à ce qui motive les travailleurs ainsi que l’importance de l’auto-actualisation. Les auteurs principaux du courant Maslow, Chris Argyris, Rensis Likert, Clayton Alderfer (Théorie ERG), Douglas McGregor ( Théorie X et théorie Y) critiquent le management classique des entreprises de l’époque en lui reprochant de ne pas prendre en considération les besoins individuels des employés.
En 1954, Maslow révise sa pyramide pour ajouter au sommet de cette pyramide deux autres besoins : le besoin de connaissance et le besoin d’esthétisme. En parallèle, Douglas Mac Gregor approfondit le « développement organisationnel » de Kurt Lewin dans son ouvrage de référence « The Human Side of Enterprise » (en français : « La dimension humaine de l ’entreprise »), publié en 1960. 

#### Impact de la Seconde Guerre mondiale
La Seconde Guerre mondiale a donné un élan important à la psychologie du travail, en particulier aux États-Unis, amenant un recours fréquent aux tests d'intelligence et d'aptitudes lors de la sélection du personnel de l'armée. Le psychologue Walter Van Dyke Bingham (1880-1952) nommé à la tête du comité de la classification du personnel a développé avec ses collègues l'Army General Classification Test (Test général de classement pour l'armée). En France également, la Seconde Guerre Mondiale a permis à la psychologie appliquée de « sortir du laboratoire ».

### 1950–années 1970
Dans le début des années 1950, le contexte marqué par le plein emploi et la recherche de la productivité amène une demande sociale du classement. La psychotechnique, ayant fait ses preuves pendant la Seconde Guerre Mondiale, est donc massivement utilisée par les entreprises publiques et les services de sélection du ministère du Travail. En 1953, le diplôme d'État de psychotechnicien voit le jour.
À partir des années 1950, émerge le mouvement de « psychopathologie du travail » en France, mené principalement par les psychiatres Paul Sivadon (1907-1992) et Louis Le Guillant (1900-1968) et le psychiatre, médecin du travail et ancien directeur de recherche à l'École des Hautes Études en Sciences Sociales, Claude Veil (1920-1999). Tous trois considèrent le rôle du travail dans le trouble des émergences psychiques. Veil est d'ailleurs celui qui décrit pour la première fois en France, en 1959 le syndrome d'épuisement professionnel (souvent dénommé par l'anglicisme burnout). Le Guillant, quant à lui, décrit en 1963, les Incidences psychopathologiques de la condition de la bonne à tout faire et évoque le concept de ressentiment lié à la condition sociale qui s'observe non seulement au travail mais de manière générale dans les rapports sociaux.
Malgré des objectifs en commun, Veil se distingue de Sivadon et Le Guillant, dans sa conception de « psychopathologie du travail » qu'il souhaite mêler avec les apports de la psychanalyse et de la phénoménologie. Ce référentiel théorique s'observe dans ces interprétations des phénomènes du travail. Par exemple, il explique l'absentéisme des salariés comme une défense plus ou moins consciente contre l'insatisfaction des conditions de travail.

### Depuis la fin années 1970
Les changements qui s'opèrent au sein de la discipline peuvent s'observer dans l'évolution de son curriculum dans l'enseignement supérieur. L'ingénieur Pierre Goguelin, nommé à la tête de l'enseignement de la psychologie du travail au Conservatoire national des arts et métiers (CNAM) en 1970, ne souhaite pas enfermer la discipline dans « l'école française de la psychotechnique ». Cependant, il souhaite maintenir un équilibre entre les champs d'étude initiaux de la psychologie du travail (la sélection et l'orientation) et de nouveaux thèmes tels que le « perfectionnement » et la « dynamique du groupe ». Mais la tentative de concilier les deux ne cachent pas la crise identitaire que traverse la discipline entre le paradigme positiviste de la psychotechnique et la nouvelle orientation plus psychosociologique.
Dans le prolongement du courant de « psychopathologie du travail » Sivadon, Veil, et Le Guillant, une réflexion sur des approches cliniques de l'étude du travail se poursuit dans les années 1980, avec notamment les travaux de Christophe Dejours. Ses travaux mêlent psychanalyse et sociologie compréhensive. En 1994 il abandonne le terme « psychopathologie du travail » au profit de celui de « psychodynamique du travail » suggérant par là que la prise en compte du plaisir au travail est tout autant nécessaire que celle de la souffrance,.
Est notable également l'œuvre d'Yves Clot, dont les travaux s'inscrivent dans la clinique de l'activité (et dans celle de la clinique du travail de manière plus large), un courant de recherche qui s'intéresse à la mobilisation subjective en situation professionnelle.

### Théories de la contingence
Henry Mintzberg, le principal représentant de l'école de la contingence, affirme que la structure est liée à la nature de l'environnement, et la structure dépend également des buts que se fixent les dirigeants. On cherche donc à adapter la personne à la machine et vice-versa. Cette nouvelle conception de l'être humain au travail est en partie une conséquence des mouvements contestataires de Mai 68. C'est l'époque des « cadres sup' », modèles de réussite, qui fera de l'ombre aux conditions de travail des ouvriers toujours difficiles.

## Apports d'autres disciplines
D'autres approches sont venues enrichir la psychologie du travail et de organisations, notamment l’approche systémique des organisations, la cybernétique de premier ordre, la théorie générale des systèmes et la cybernétique de deuxième ordre.
La théorie générale des systèmes de Ludwig Von Bertalanffy, son fondateur, consiste en l’étude des propriétés générales des systèmes, des principes qui les régissent. Von Bertalanffy définit le système comme « un ensemble d’éléments en interaction ». Il s’agit de penser la globalité et les relations. Ce mode de pensée s’oppose à la méthode analytique qui décompose un objet en éléments simples qu’elle étudie indépendamment les uns des autres. L’analyse stratégique des organisations Michel Crozier et Erhard Friedberg place l'humain au cœur du système en tant qu'acteur.

## Objets d'étude et d'intervention
La psychologie du travail et des organisations se préoccupe de la motivation, productivité et satisfaction des employés. La Psychologie clinique du travail n'a pas de visée en termes de productivité. Les psychologues aident les travailleurs à développer des ressources pour faire évoluer leur rapport au travail et/ou leur travail lui-même, afin que la souffrance psychique revienne (ou reste) dans le champ de ce qui leur est supportable.

### Analyse du travail
L’analyse du travail englobe une variété de méthodes, comprenant entre autres, des entretiens, des questionnaires, des analyses de tâches et des observations. L’analyse du travail a pour but principal la collection systématique d’informations sur un emploi. Nous pouvons distinguer deux types d’analyse de travail.
L’analyse du travail axé sur la tâche qui comprend l’évaluation des fonctions, tâches et/ou compétences que nécessite un emploi. Et l’analyse du travail axé sur l’employé qui concerne l’évaluation des connaissances, compétences, habiletés et caractéristiques qui sont nécessaires pour effectuer le travail avec succès. Les informations obtenues à la suite de ces analyses de travail sont utilisées à des fins diverses : créations de procédure de sélections pertinent pour l’emploi, l'élaboration de critères d'entretiens d’évaluation, la conduite des entretiens d’évaluations, ainsi que l'élaboration et la mise en œuvre de programmes de formation.
Le travail digital est un nouveau défi à relever pour les psychologues du travail et ergonomes puisqu’il amène à repenser l’organisation du travail (espace, gestion de temps et des flux, conduite des systèmes). Cela requiert de leur part tout d’abord de bien comprendre la place de la digitalisation dans l’activité humaine étudiée. En effet, toutes les technologies numériques ne se situent pas au même niveau de complexité et ne requièrent donc pas les mêmes besoins de compétences de la part des salariés. De plus, leur impact sur la santé physique et mentale n'est pas identique non plus. Ainsi, alors même que certains des nouvelles technologies (telles que les cobots ou robots assistants) permettent de diminuer le risque de troubles musculosquelettiques (TMS), les risques psychosociaux semblent être présents dans la plupart des technologies. Les technologies peuvent mener à l’augmentation de la charge mentale, la perte de sens et la vulnérabilité des personnes par rapport à l’emploi.
D’ailleurs, à la suite de l’invasion des TIC (technologies d’information et de communication), un nouveau terme a été conçu pour désigner le stress psychologique découlant de leur usage : le technostress. Défini comme suit : « Le technostress est donc l'une des conséquences des tentatives et des difficultés d'un individu à faire face à l'évolution constante des TIC et à l'évolution des exigences cognitives et sociales liées à leur utilisation ».

### Évaluation individuelle et psychométrie
L'évaluation individuelle implique la mesure des différences individuelles. Les psychologues du travail effectuent des évaluations individuelles afin d'évaluer les différences entre les candidats à l'emploi ainsi que les différences entre les employés. Les concepts mesurés se rapportent à la performance au travail. Dans le cas des candidats à l'emploi, l'évaluation individuelle fait souvent partie du processus de sélection du personnel. Ces évaluations peuvent inclure des tests écrits, des tests d'aptitude, des tests physiques, des tests psychomoteurs, des tests de personnalité, des tests d'intégrité et de fiabilité, des échantillons de travail, des simulations et des centres d'évaluation.

### Gestion et prévention des risques psychosociaux
Les risques psychosociaux ou RPS, est un terme qui apparaît début 2000 et qui, malgré un manque de consensus sur sa définition, peut être décrit comme suit : « risques pour la santé mentale, physique et sociale, engendrés par les conditions d’emploi et les facteurs organisationnels et relationnels susceptibles d’interagir avec le fonctionnement mental. » Un rapport de 2016 de la Direction de l'animation de la recherche et des études statistiques (DARES) identifient six principaux facteurs des risques psychosociaux : les exigences au travail, les exigences émotionnelles, le manque d'autonomie et de marges de manœuvre, les conflits de valeur et la qualité empêchée, l'insécurité de la situation de travail. Ces RPS, en plus d'entraîner la souffrance psychologique des employés, présentent également un coût économique pour les entreprises (augmentation de l'absentéisme et du turnover, baisse de la productivité) qui font de plus en plus appel à des psychologues du travail pour faire des travaux de prévention.
On peut distinguer trois niveaux de prévention : primaire, secondaire et tertiaire. La prévention primaire vise à identifier (à travers une analyse du travail extensive) et à éliminer la présence d'agents psychosociaux dans le milieu du travail et agit donc au niveau global de l'organisation du travail. La prévention secondaire vise à doter les salariés de meilleures stratégies face aux sources de stress rencontrés (à travers des techniques de relaxation par exemple). Enfin, la prévention tertiaire consiste dans le suivi et la réhabilitation d'individus souffrant de troubles générés par le stress.

## Exercice professionnel et formations en France
Pour exercer avec le titre de psychologue en France, il faut être titulaire d'une licence de psychologie et d'un master de psychologie, car la profession est réglementée ; l'exercice professionnel exige l'inscription dans le fichier départemental ADELI (Santé). La psychologie du travail est une discipline enseignée à l'université, au CNAM ou à l'École de psychologues praticiens. La spécialité de psychologie du travail est complétée par un stage obligatoire de cinq-cents heures en milieu professionnel et validé devant un jury universitaire.
On[Qui ?] peut trouver des psychologues du travail dans les laboratoires de recherche universitaire, au sein de Pôle emploi dans des équipes affectées à l'orientation professionnelle, dans les organismes de formation professionnelle, dans les organismes d'insertion ou de réinsertion professionnelle, dans les cabinets de recrutement, dans les cabinets de conseil en ressources humaines, en reclassement interne, en reclassement externe ou encore dans les services de ressources humaines de certaines entreprises et institutions.
Il est intéressant d'observer, qu'au niveau identitaire beaucoup se disent ne pas se reconnaître dans le titre « psychologue du travail » et préfère davantage des descriptifs tels que « chargé de ressources humaines ».

#### Ouvrages
- Marc-Éric Bobillier-Chaumon, Philippe Sarnin (dir.), Manuel de psychologie du travail et des organisations : :les enjeux psychologiques du travail, Bruxelles, De Boeck, 2012, 456 p. (ISBN 978-2-8041-6263-4).
- Éric Brangier, Alain Lancry, Claude Louche (dir.), Les dimensions humaines du travail : Théories et pratiques en psychologie du travail et des organisations, Nancy, Presses universitaires de Nancy, 2004, 649 p. (lire en ligne) (présentation de l'ouvrage, par Régis Verquerre, L'orientation scolaire et professionnelle).
- Claude Louche, Introduction à la psychologie du travail et des organisations : Concepts de base et applications, Paris, Armand Colin, 2007, 217 p. (ISBN 978-2-200-27354-5).
- Nicolas Bouzou, Julia de Funès, La comédie (in)humaine, Humensis, 2017, 175 p. (lire en ligne).
- Philippe Burg et Pierre Jardillier, Psychologie et management, Paris, PUF, coll. « Que sais-je ? » (no 3589), 9 février 2007, 4e éd., 128 p. (ISBN 978-2-13-055936-8, lire en ligne ).
- Yves Clot (dir.), Les Histoires de la psychologie du travail : Approche pluridisciplinaire, Toulouse, Octarès, coll. « Travail », 2002, 3e éd. (1re éd. 1996), 238 p. (ISBN 978-2-906769-51-9, présentation en ligne).
- Yves Clot, Travail et pouvoir d'agir, Paris, PUF, coll. « Le Travail humain », 11 avril 2008, 1re éd., 312 p. (ISBN 978-2-13-056302-0, présentation en ligne).
- Yves Clot, Le Travail sans l'homme ? : Pour une psychologie des milieux de travail et de vie, Paris, La Découverte, coll. « La Découverte/Poche. Sciences humaines et sociales » (no 58), juin 2008, 308 p. (ISBN 978-2-7071-5494-1, présentation en ligne, lire en ligne ).
- Yves Clot, La Fonction psychologique du travail, Paris, PUF, coll. « Le Travail humain », 15 avril 2015, 6e éd., 250 p. (ISBN 978-2-13-063486-7, DOI 10.3917/puf.clot.2006.01, présentation en ligne, lire en ligne ).
- Valérie Cohen-Scali (dir.), Les Métiers en psychologie sociale et du travail : Évaluer les individus et intervenir en entreprise, Paris, In Press, coll. « Psycho-Polis », 2004, 225 p. (ISBN 978-2-84835-034-9, présentation en ligne).
- Christophe Dejours, Travail, usure mentale : Essai de psychopathologie du travail, Paris, Bayard, coll. « Travail social », 12 mars 2015, 4e éd. (1re éd. 1980), 304 p. (ISBN 978-2-227-48815-1, présentation en ligne).
- Dominique Dessors et al., De l'ergonomie à la psychopathologie du travail : Méthodologie de l'action, Toulouse, Érès, coll. « Clinique du travail », 1er décembre 2012 (1re éd. 2009), 264 p. (ISBN 978-2-7492-1041-4, DOI 10.3917/eres.desso.2009.01, présentation en ligne, lire en ligne ).
- Guy Karnas, Psychologie du travail, Paris, PUF, coll. « Que sais-je ? » (no 1722), 27 avril 2011, 3e éd., 128 p. (ISBN 978-2-13-058849-8, présentation en ligne, lire en ligne ).
- Jean Maurice Lahy, Le système Taylor et la physiologie du travail professionnel, Masson, 1916 (présentation en ligne)
- Harold J. Leavitt (trad. André et Lucie Guy), Psychologie des fonctions de direction dans l'entreprise données psychologiques du comportement des individus, des groupes et des collectivités, Paris, Éditions Hommes et Techniques, coll. « Bibliothèque du management » (no 8), 1970, 255 p..
- Harry Levinson (trad. Ghislaine Gustin, préf. Georges-Xavier Trepo), Les Cadres « sous pression » [« Emotional health in the world of work »], Paris, Éditions d'Organisation, coll. « Insead-management », 1973, 260 p..
- Dominique Lhuilier, Cliniques du travail, Toulouse, Érès, coll. « Clinique du travail », 1er avril 2011 (1re éd. 2006), 248 p. (ISBN 978-2-7492-0575-5, DOI 10.3917/eres.lhuil.2007.01, présentation en ligne, lire en ligne ).
- Norman Maier, Psychologie dans l'industrie, t. 1 : Comportement, frustrations, décisions de groupe, Verviers, Presses de Gérard, coll. « Bibliothèque Marabout Service », 1970, 439 p..
- Norman Maier, Psychologie dans l'industrie, t. 2 : Formation, motivations, interviews, Verviers, Presses de Gérard, coll. « Bibliothèque Marabout Service », 1970, 457 p..
- Pascale Molinier, L'Énigme de la femme active : Égoïsme, sexe et compassion, Paris, Payot, 2003, 275 p. (ISBN 978-2-228-89675-7).
- Pascale Molinier, Les Enjeux psychiques du travail : Introduction à la psychodynamique du travail, Paris, Payot et Rivages, coll. « Petite Bibliothèque Payot » (no 581), 2006, 335 p. (ISBN 978-2-228-90070-6).
- Pascale Molinier, Le Travail du care, Paris, La Dispute, coll. « Genre du monde », 2013, 221 p. (ISBN 978-2-84303-240-0).
- Philippe Sarnin, Psychologie du travail et des organisations, Paris, De Boeck Supérieur, 2016, 213 p. (ISBN 978-2-8073-0003-3, lire en ligne).
- Sylvain Selleger, La Psychologie du travail au miroir du pouvoir : Analyse critique du leadership comme outil managérial, Sarrebruck, Éditions Universitaires Européennes, 5 novembre 2010, 59 p. (ISBN 978-613-1-54714-0, présentation en ligne).
- Yves Clot et Dominique Lhuilier (dir.), Perspectives en cliniques du travail, Toulouse, Éditions Érès, 2015, 271 p. (compte-rendu, par Christophe Massot, dans La Nouvelle Revue du travail).
- Marie-Anne Dujarier, Le management désincarné, La Découverte, 2015, éditions Poche, 262 p., 2017 (présentation de l'ouvrage, par Danièle Linhart, cairn.info).

#### Articles
- Marilou Bruchon-Schweitzer et Dominique Ferrieux, « Les Méthodes d'évaluation du personnel utilisées pour le recrutement en France », L'Orientation scolaire et professionnelle, vol. 20, no 1,‎ 1991, p. 71-88 (ISSN 0249-6739).
- Alberto Cambrosio, « Quand la psychologie fait son entrée à l'usine : Sélection et contrôle des ouvriers aux États-Unis pendant les années 1910 », Le Mouvement social, no 113,‎ 1980, p. 37-63 (ISSN 0027-2671).
- Thomas Le Bianic, « Pratiques et identités professionnelle des psychologues du travail en France de l'entre-deux-guerres à nos jours : Une perspective socio-historique », Bulletin de psychologie, vol. 1, no 487,‎ 2007, p. 71-81 (ISSN 0007-4403, lire en ligne, consulté le 8 mars 2016).
- Thomas Le Bianic, « Le Conservatoire des Arts et Métiers et la « machine humaine » : Genèse et développement des sciences du travail au CNAM de 1910 à 1990 », Revue d’Histoire des Sciences Humaines, vol. 2, no 11,‎ 2004, p. 185-214 (ISSN 1622-468X, lire en ligne, consulté le 8 mars 2016).
- Thomas Le Bianic (Textes issus du premier colloque du Réseau « Travail et action publique » qui s'est tenu à Paris les 30 et 31 octobre 2002), « Les Psychologues du travail de l’AFPA  : Un marché professionnel face aux transformations de l’action publique », dans Luc Deroche et Gilles Jeannot (coord.), L’Action publique au travail, Toulouse, Octares, coll. « Le Travail en débats / Entreprise, travail, emploi », 2004, 253 p. (ISBN 978-2-915346-08-4, présentation en ligne), p. 227-235.
- Maurice Reuchlin, « La Psychologie du travail au vingtième siècle », Journal de psychologie normale et pathologique, vol. 50, no 1,‎ 1954, p. 209-232 (ISSN 0021-7956).
- Maurice Reuchlin, « L'étude scientifique du travail humain : Aspects de l'évolution des idées et des méthodes », Journal de psychologie normale et pathologique, vol. 52,‎ 1955, p. 136-155 (ISSN 0021-7956).
- « La psychologie industrielle », L'Année psychologique, vol. 60, no 1,‎ 1960, p. 218-221 (lire en ligne).